# Monasterio patriarcal de Peć
El Monasterio patriarcal de Peć o de Pech (en serbio: Манастир Пећка патријаршија o Manastir Pećka patrijaršija; en albanés, Patrikana e Pejës) es un monasterio patriarcal ortodoxo serbio ubicado cerca de Peć en Kosovo. El complejo de iglesias de la sede espiritual y mausoleo de los arzobispos serbios y patriarcas.
El 13 de julio de 2006 fue ubicada en la lista del Patrimonio de la Humanidad de la Unesco como una extensión del monasterio de Visoki Dechani que fue colocada en conjunto en la lista de los sitios del Patrimonio de la Humanidad en peligro.

## Fundación
La fecha precisa de la fundación del Monasterio se desconoce. Se cree que mientras san Sava aún estaba vivo el lugar se convirtió en un metoj (tierra que pertenecía y era gobernada por un monasterio) de monasterio de Žiča, luego la sede del arzobispado serbio y patriarcado serbio (1346-1463, 1557-1766).
El arzobispo Arséniye I construyó la iglesia de los Santos apóstoles, pues quería que la sede de la iglesia serbia estuviera en una ubicación más segura y cercana al centro del país. Pronto, alrededor del año 1250, ordenó que la decorasen. El arzobispo Nikodim I construyó la iglesia de san Demetrio alrededor del año 1320, al norte de la otra iglesia. Una década más tarde, alrededor de 1330, su sucesor, el arzobispo Danilo II construyó una tercera iglesia, al sur de la original - la iglesia de la Santa Virgen Hodegetria al sur de la cual añadió la pequeña iglesia de San Nicolás. Enfrente de las tres principales iglesias, alzó entonces un nártex monumental. Frente al nártex erigió una torre. En el tiempo del arzobispo Yoanákiye II, alrededor de 1345, la hasta entonces iglesia sin decorar de San Demetrio, fue decorada con frescos.
Durante el siglo XIV, pequeñas modificaciones fueron hechas a la iglesia de los santos apóstols, de manera que algunas partes se decoraron más tarde. Desde el siglo XIII al XV, y en el siglo XVII, los arzobispos de Peć y los patriarcas serbios fueron enterrados en las iglesias del Monasterio de Peć.

## Restauración

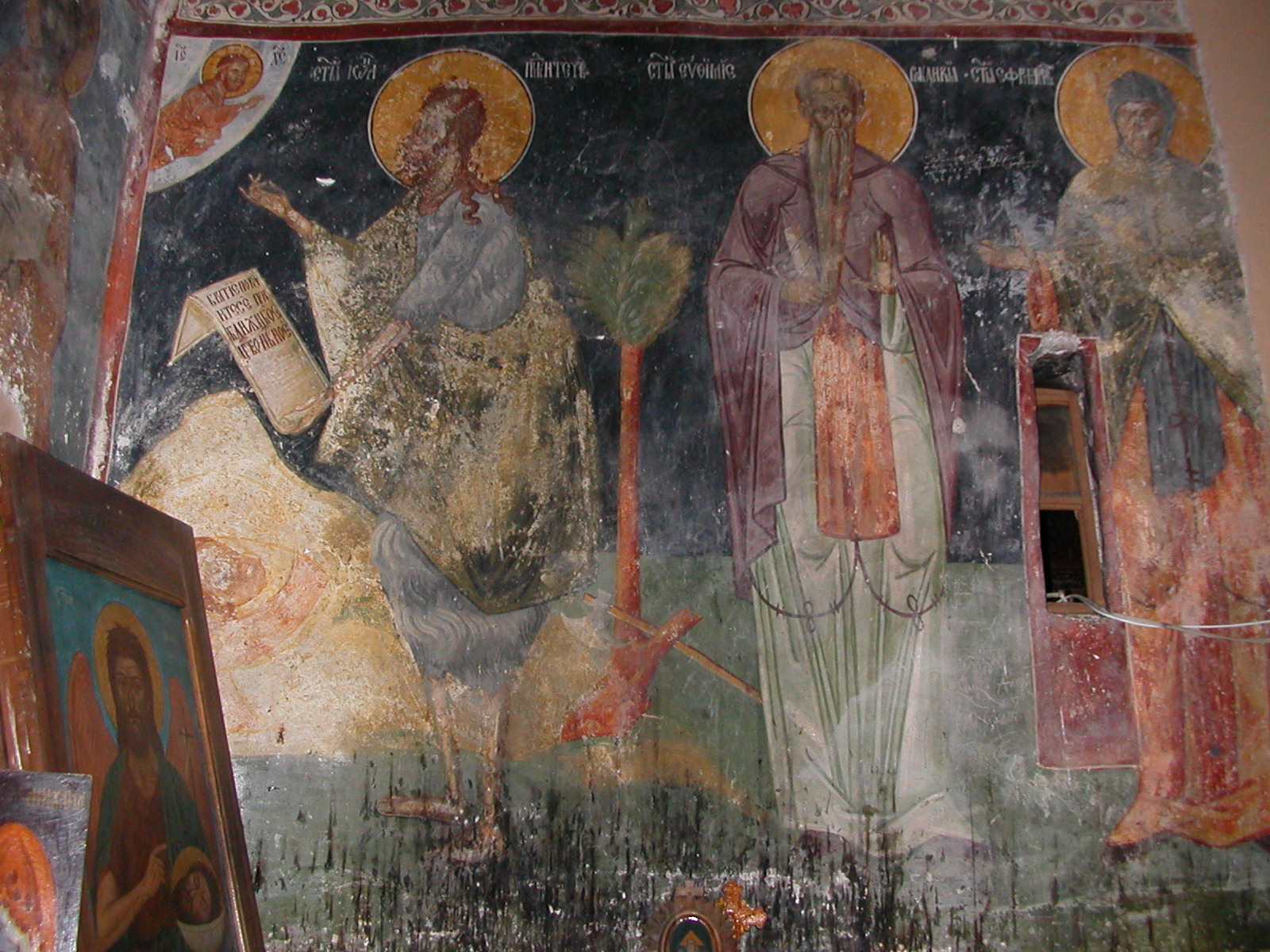
San Nicolás y la Madre de Dios, Monasterio patriarcal de Peć.

La restauración del complejo empezó en junio de 2006 y fue acabado en noviembre de 2006. La principal pretensión fue proteger el complejo del tiempo, así como reparar los muros internos y la apariencia exterior. Dos frescos previamente desconocidos fueron descubiertos en la fachada norte de la iglesia de San Demetrio, de una reina serbia y noble.